# Вадим Милов
Вадим Милов е швейцарско-израелски шахматист от руски произход, гросмайстор от 1994 г.
Най-силният швейцарски шахматист. През юли 2008 г. постига най-високото си ЕЛО постижение от 2705, което го поставя на 28-о място в света.

## Биография
Милов се ражда и израства в Съветския съюз. След разпадането на СССР, шахматистът се премества да живее в Израел. През 1992 г. представя новата си родина на световното първенство за юноши до 20 години в Буенос Айрес, където заема второ място, зад шампиона и представител на домакините Пабло Зарницки. Благодарение на този си успех, Милов е награден, през 1993 г. от ФИДЕ, със звание международен майстор, а година по-късно получава гросмайсторско звание.
През 1996 г. отново сменя родината и се установява в Швейцария, където живее до настоящи дни.

## Турнирни победи
Тук са посочени турнирите, в който Милов е завършил на първа позиция или има еднакъв резултат с победителя.
- 2001 –  Брато
- 2002 –  Москва („Аерофлот Оупън“, еднакъв брой точки с победителя Григори Кайданов)
- 2002 –  Бенаске
- 2003 –  Ашдод
- 2003 –  Лозана
- 2003 –  Генуа
- 2003 –  Санто Доминго
- 2003 –  Мерида (както и през 2005 и 2006 г.)
- 2004 –  Женева
- 2004 –  Севиля
- 2006 –  Сан Марино
- 2006 –  Филаделфия (Световното открито първенство по шахмат)
- 2007 –  Морелия
- 2007 –  Чикаго